# 国際連合イエメン監視団
国際連合イエメン監視団（こくさいれんごうイエメンかんしだん United Nations Yemen Observation Mission,UNYOM）は、北イエメン内戦に関して1963年に創設された国際連合平和維持活動（PKO）の一つ。

## 概要
1962年に始まった北イエメン内戦は、政府を掌握する共和派に対してエジプトなどが兵力提供も含めて、支援していた。これに対し、ガマール・アブドゥン＝ナーセル的な共和制に反発するサウジアラビアやヨルダンはムハンマド・アル＝バドルが樹立した亡命政権を支持し、北イエメン国内の王党派を支援していた。さらには国境地帯への兵力展開を行なっていた。
アメリカ合衆国などはこの紛争が大規模な武力衝突につながることを恐れており、関係各国の調停を行なった。サウジ・アラビアの防衛にアメリカが協力することやエジプト軍の北イエメンからの撤退を行なうことなどでサウジアラビア、エジプト、北イエメン間の調整が付き、国際連合平和維持活動として兵力引き離しなどを監視することとなった。
国際連合安全保障理事会決議179が1963年7月31日に採択され、国際連合イエメン監視団(UNYOM)が創設されることとなった。UNYOMの任務は北イエメンおよびサウジアラビア国境に展開し、設定された国境非武装地帯における各武装勢力の兵力引き離しを監視すること、サウジアラビア等による王党派支援停止の監視、エジプト軍の撤退の監視などであった。
UNYOMは軍事監視要員も含めて最大時には189名の規模であった。しかし、人員数および気候条件の問題、未確定国境部における活動制限や南イエメン経由の浸透行動があったこと、エジプト軍撤退への強制力を有さなかったことなどから実効力は小さなものとなった。
最終的に国際連合は問題点を認め、1964年9月4日にUNYOMの活動は停止された。